# Vireó botxí diademat
La vireó botxí diademat (Cyclarhis gujanensis) és un ocell de la família dels vireònids (Vireonidae).

## Hàbitat i distribució
Habita la selva pluvial, vegetació secundària, boscos caducifolis i matolls de les terres baixes i turons des del centre i sud de Mèxic, cap al sud a Panamà i des del sud-oest, nord, centre i est de Colòmbia, Veneçuela, Trinitat i Guaiana, cap al sud, a través de l'Equador, Perú, Bolívia i Brasil fins al nord de l'Argentina, Paraguai i Uruguai.